# ستارا کامیننا
ستارا کامیننا (به لهستانی:  Stara Kamienna) یک روستا در لهستان است که در گمینا دانبرووا بیاووستوتسکا واقع شده‌است.